# Werner Weber (Jurist)

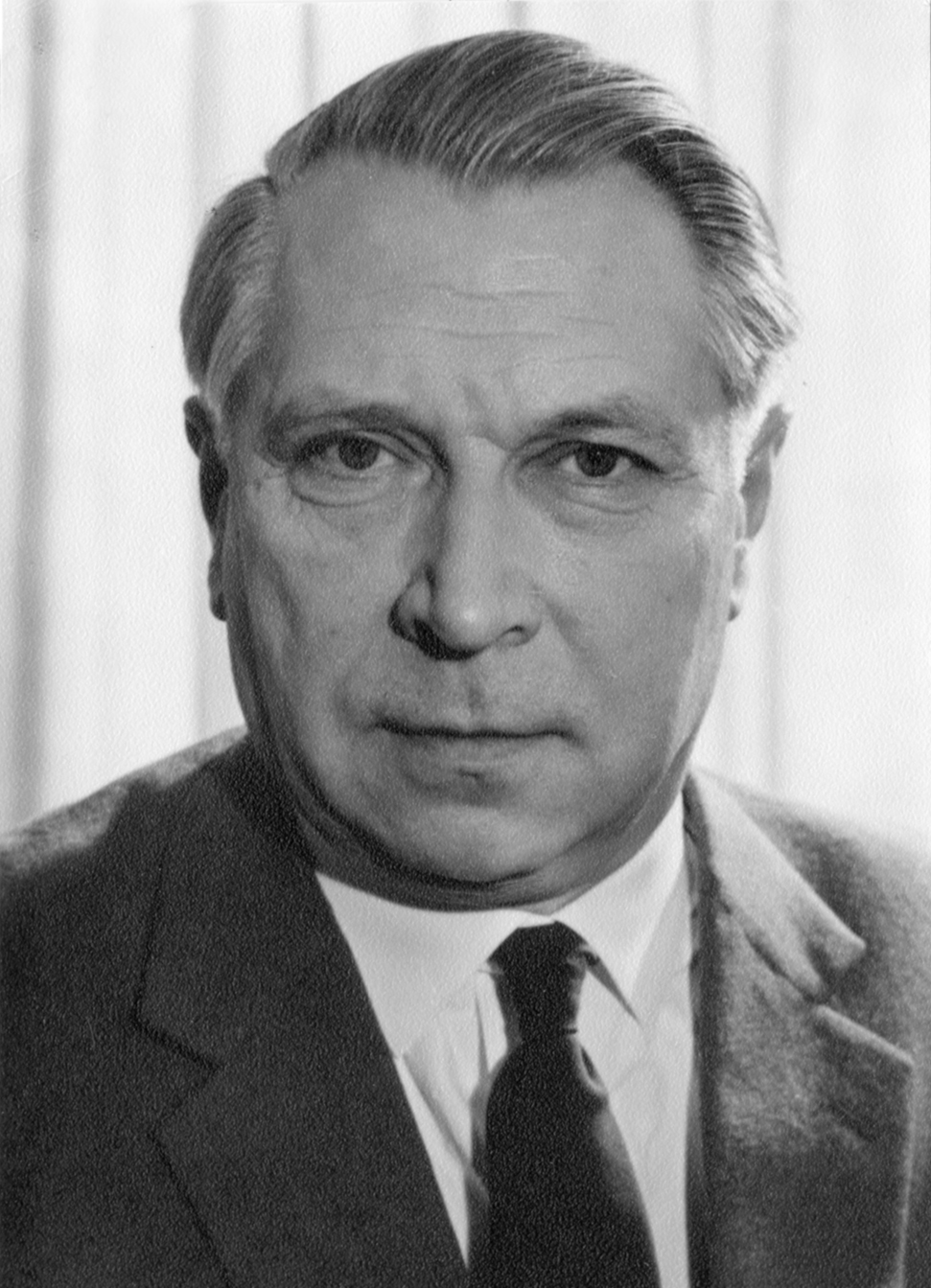
Werner Weber, 1959

Werner Weber (* 31. August 1904 in Wülfrath; † 29. November 1976 in Göttingen) war ein deutscher Jurist. Er war Mitherausgeber der Zeitschrift Der Staat und gilt als bedeutender Staats- und Verfassungsrechtler in Deutschland. Er war langjähriges Mitglied des Staatsgerichtshofes der Freien Hansestadt Bremen und des Niedersächsischen Staatsgerichtshofes sowie Leiter der Sachverständigenkommission für die Verwaltungs- und Gebietsreform in Niedersachsen (Weber-Kommission).

## Leben
Weber war der jüngste Sohn des Schulrektors August Weber und seiner Frau Maria Weber geb. Ricken. Nach dem Abitur studierte er Rechtswissenschaften an den Universitäten Marburg, Berlin und Bonn und absolvierte das Referendariat bei Gerichten und der preußischen Justizverwaltung bis zum Assessorexamen. 1928 promovierte er als Schüler von Carl Schmitt mit einer Arbeit über Parlamentarische Unvereinbarkeiten (Inkompatibilitäten).
Von 1931 bis 1937 war Weber Referent im preußischen Ministerium für Wissenschaft, Kunst und Volksbildung, ab 1934 Reichskultusministerium. Er arbeitete in der Geistlichen Abteilung und in den Abteilungen Volksbildung, Musik und Naturschutz.
Zum 1. Mai 1933 trat er der NSDAP bei (Mitgliedsnummer 2.645.364) und ab 1936 war er Mitglied der Akademie für Deutsches Recht. Er wurde 1935 auf den Lehrstuhl für Öffentliches Recht an die Wirtschaftshochschule Berlin berufen, war jedoch parallel noch im Ministerium tätig. Er versuchte, inneren Widerstand gegen die zunehmende Politisierung durchzusetzen und trat z. B. für Persönlichkeiten ein, die von der NSDAP verfolgt wurden, darunter Paul Hindemith, Kurt Huber und Hermann Abendroth, bis er 1937 um Entpflichtung von der Tätigkeit im Ministerium bat.
Eine Berufung Webers zum Prorektor der Wirtschaftshochschule Berlin wurde aus politischen Gründen unterbunden. 1941 erhielt er Rufe nach Breslau und Halle, die er ablehnte. Einen Ruf an die Universität Leipzig nahm Weber jedoch an und erhielt 1942 einen Lehrstuhl an der Juristenfakultät der Universität Leipzig, obwohl es Widerstände gab, besonders von Gauleiter Martin Mutschmann, der äußerte, Weber verhaften zu wollen, wenn er nach Leipzig käme.
Gleichzeitig lief ein Konflikt Webers mit dem Reichssicherheitshauptamt und dessen Leiter Reinhard Heydrich wegen einer kritischen Besprechung eines Reichsgerichtsurteils, die Heydrich als „Unverfrorenheit“ bezeichnete. Heydrich wörtlich: „Ich habe bereits bei wiederholten Gelegenheiten feststellen müssen, daß Sie systematisch versuchen, unter dem Deckmantel einer angeblich neutralen und objektiven juristischen Würdigung konfessionelle Belange zu wahren…. Von staatspolitischen Maßnahmen habe ich vorerst abgesehen. Ich weise jedoch ausdrücklich darauf hin, daß ich im Wiederholungsfalle durch geeignete Maßnahmen eine weitere unerwünschte Betätigung Ihrerseits unterbinden werde“. Dennoch kam es 1943 zur Übersiedelung der Familie nach Leipzig.
Weber war seit 1932 mit Marta Weber geb. Hoffmann aus Trier verheiratet. Aus der Ehe wurden vier Kinder geboren, von denen das dritte, ein Sohn, 1946 an einer Epidemie, die in ganz Leipzig grassierte, starb. Webers Bruder Hans fiel im Krieg am 9. Juli 1942 bei El Alamein. Im Dezember 1943 wurden bei einem Bombenangriff das Wohnhaus der Familie sowie das Haus der Juristenfakultät zerstört. Die Arbeit an der Universität ging weiter bis zum Kriegsende und wurde 1946 erneut aufgenommen.
Nach dem Ende des Zweiten Weltkriegs wurde Weber 1945 wegen seiner Mitgliedschaft in der NSDAP von der Sowjetischen Militäradministration in Deutschland (SMAD) amtsenthoben. 1946 konnte er jedoch zunächst mit einem Notdienstvertrag in Forschung und Verwaltung, ab 1947 mit einem regulären Vertrag in der Lehre wieder tätig werden. Allerdings gab es politische Angriffe, u. a. von Oberbürgermeister Erich Zeigner (SED), der äußerte, Weber habe in der NS-Zeit „ständig gegen das damals herrschende politische System gearbeitet, und zwar in einer schwer faßbaren, aber durchaus wirkungsvollen Form“, und so handele er auch jetzt gegen das derzeitige Regime.
Einen Ruf an die Universität Göttingen auf einen Lehrstuhl für Öffentliches Recht nahm Weber 1948 – auch dem Druck der sowjetischen Besatzungsmacht weichend – an. Die Übersiedelung der Familie erfolgte 1949 zur Zeit der Berliner Blockade über die Luftbrücke in einem Kohlenflugzeug. An der Universität Göttingen war Weber bis 1972 tätig. 1957 lehnte er Rufe nach Bonn und Berlin ab. Für einen Staatsrechtslehrer war es etwas Besonderes, nacheinander in vier verschiedenen deutschen Regierungsepochen zu wirken. Es folgte eine Zeit mit vielfältigen Aufgaben in Forschung und Lehre. Ca. 300 Doktoranden führte er zur Promotion. Von 1956 bis 1958 war er Rektor der Universität Göttingen. Seine besonderen Bemühungen galten der baulichen und etatmäßigen Ausgestaltung der Universität, sowie den wissenschaftlichen Auslandsbeziehungen mit anderen Universitäten und den ausländischen Studenten besonders aus Asien und Afrika (Afro-Asiaten-Union). Nach Neugründung der Vereinigung der Deutschen Staatsrechtslehrer 1949 wurde Weber für drei Jahre in den Vorstand gewählt, 1964 und 1965 als Vorsitzender.
Weber war außerdem Mitglied im Hochschulverband, im Königsteiner Kreis, in der Akademie für Raumforschung und Landesplanung, im Arbeitskreis für Eisenbahnrecht, der Walter-Raymond-Stiftung, im „Arbeitskreis zur Förderung der Wissenschaftlichen Forschung in Niedersachsen“ u. v. a. wirkte er an der Entstehung der Niedersächsischen Verfassung mit.
Webers besonderes Interesse galt dem Gedanken der Wiedervereinigung des geteilten Deutschlands. Vom Königsteiner Kreis ausgehend und von Webers öffentlich-rechtlichem Seminar unterstützt, gab er 1957 mit Werner Jahn die Synopse zur Wiedervereinigungspolitik mit Belegen von 1945 bis 1957 heraus. Die Synopse zur Deutschlandpolitik mit Belegen von 1941 bis 1973 erschien 1973. Im Plenarsaal des Bundestages hielt Weber am 17. Juni 1966 die Rede Die Bundesrepublik Deutschland und die Wiedervereinigung.
Weber war Mitglied im Staatsgerichtshof Bremens und im Niedersächsischen Staatsgerichtshof, ebenso war er im Rahmen der Niedersächsische Verwaltungs- und Gebietsreform tätig. Er vertrat mehrere Bundesländer vor dem Bundesverfassungsgericht und wirkte als Gutachter.
Das Verzeichnis von Werner Weber umfasst etwa 400 Schriften und wurde 1964 von seinem Sohn Eckart Weber zum 60. Geburtstag herausgegeben, 1974 ergänzt und in der Festschrift für Weber veröffentlicht: Im Dienst an Recht und Staat. 1978 erschien eine Sammlung seiner Aufsätze aus vier Jahrzehnten zum Thema Staat und Kirche in der Gegenwart. Die Beschäftigung mit diesem Thema hatte in der Tätigkeit in der Geistlichen Abteilung des Kultusministeriums in Berlin ihren Anfang genommen.

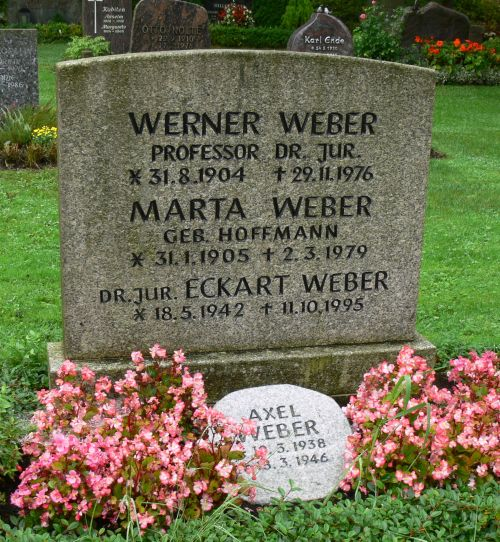
Familiengrab Werner Weber, Parkfriedhof Junkerberg, Göttingen

Webers schriftlicher Nachlass liegt mit seinem Hauptbestand im Bundesarchiv Koblenz.

## Ehrungen
- 1961 wurde ihm die Landesmedaille des Landes Niedersachsen verliehen.
- 1969 erhielt er das Große Verdienstkreuz des Verdienstordens der Bundesrepublik Deutschland.
- 1984 wurden zum 80. Geburtstag zwei Reden Webers aus dem Niedersächsischen Landtag mit einer Einleitung von Christian Starck veröffentlicht.
- 2004 hielt Christian Starck eine Laudatio zur Enthüllung der Gedenktafel an Webers ehemaligem Wohnhaus in Göttingen zu Webers 100. Geburtstag.

## Schriften (Auswahl)
- Parlamentarische Unvereinbarkeiten (Inkompatibilitäten), 1930.
- Rechtswissenschaftliche Beiträge zum 25-jährigen Bestehen der Handels-Hochschule Berlin, 1931 (zus. mit Carl Schmitt, Paul Gieseke, Karl August Eckhardt, Hermann Krause u. Friedrich Kessler).
- mit Franz Wieacker: Eigentum und Enteignung, 1935.
- Die politische Klausel in den Konkordaten. Staat und Bischofsamt, 1939.
- Die Körperschaften, Anstalten und Stiftungen des öffentlichen Rechts. Eine Darstellung ihrer gegenwärtigen Ordnung, 1940, 2. Aufl. 1943.
- Die Verkündung von Rechtsvorschriften, 1942.
- Die Gesetzgebung der Besatzungsmächte, Sowjetische Zone, 1946.
- Die Ablösung der Staatsleistungen an die Religionsgesellschaften, 1948.
- Verwaltungsgesetze, 1948.
- Weimarer Verfassung und Bonner Grundgesetz, 1949.
- Die Frage der Gesamtdeutschen Verfassung, Vortrag im Königsteiner Kreis, 1950.
- Verwaltungsgesetze der ehemals preußischen Gebiete mit dem ergänzenden Recht der neuen Länder, 1951.
- Das Berufsbeamtentum im demokratischen Rechtsstaat, 1952.
- Die Rechtsstellung des deutschen Hochschullehrers, 1952.
- Die Gegenwartslage des Staatskirchenrechts, 1954.
- Die Selbstverwaltung in der Landesplanung, 1956.
- Das politische Kräftesystem in der wohlfahrtsstaatlichen Massendemokratie, 1956.
- Grundgesetz und Verkehr. In: Weber–Haustein: Rechtsgrundlagen des deutschen und des zwischenstaatlichen Verkehrs, 1956.
- Synopse zur Wiedervereinigungspolitik, 1957.
- Die Verfassung der Bundesrepublik in der Bewährung, 1957.
- Spannungen und Kräfte im westdeutschen Verfassungssystem, 2/1958, 3/1969.
- Festschrift für Carl Schmitt (hrsg. zus. mit Hans Barion und Ernst Forsthoff), 1959.
- Koalitionsfreiheit, 1961.
- Die deutschen Konkordate und Kirchenverträge der Gegenwart, 1962 und 1971.
- Die Gemeinden im nachbarschaftlichen und im bundesstaatlichen Spannungsfeld, 1962.
- Rechtsfragen der milchwirtschaftlichen Marktordnung, 1962.
- Niedersächsisches Finanz- und Abgabenrecht, 1963.
- Der Staat in der unteren Verwaltungsinstanz, 1964.
- Die Konfessionalität der Lehrerbildung in rechtlicher Betrachtung, 1965.
- Koalitionsfreiheit und Tarifautonomie als Verfassungsproblem, 1965.
- Die politische Klausel in den Konkordaten. Staat und Bischofsamt, Neudruck 1966.
- Ansprache am Tag der Deutschen Einheit im Plenarsaal des Deutschen Bundestages am 17. Juni 1966.
- Die Gegenwartslage des deutschen Föderalismus, 1966.
- Staats- und Selbstverwaltung in der Gegenwart, 1967.
- Die Teilung der Gewalten als Gegenwartsproblem, 1968.
- Der deutsche Bürger und sein Staat, 1968.
- Neue Aspekte der Freiheit von Forschung und Lehre, 1969.
- Probleme der Verwaltungs- und Gebietsreform, 1969.
- Die kreisangehörigen Städte in der Verwaltungsreform, 1970.
- Spannungen und Kräfte im westdeutschen Verfassungssystem, 1970.
- Das Kräftesystem in der wohlfahrtsstaatlichen Massendemokratie, 1972.
- Innere Pressefreiheit als Verfassungsproblem, 1973.
- „Allgemeines Gesetz“ und „für alle geltendes Gesetz“. In: Festschrift für Ernst Rudolf Huber, 1973.
- Synopse zur Deutschlandpolitik 1941–1973, mit Werner Jahn, 1973.
- Ist Verlass auf unser Grundgesetz? 1975.
- Staatsrechtler im Beruf, Vortrag beim Rotary-Club Göttingen am 1. März 1976.